# سیارک ۱۲۲۴۱
سیارک ۱۲۲۴۱ (به انگلیسی: 12241 Lefort، نامگذاری:1988PQ2) دوازده هزار و دویست و چهل و یکمین سیارک کشف شده‌است که در ۱۳ اوت ۱۹۸۸ کشف شد.
قدر مطلق سیارک برابر ۱۵٫۱۰ است.